# 王存成
王存成（?—?），辽宁奉天人，清朝政治人物。贡士出身。
道光10年（1830年），擔任清朝遵义府婺川縣知縣。后由熊深華接任。